# 1494
| 1494               |
| ------------------ |
| Dødsfald - Fødsler |
| • Begivenheder     |

| Gregoriansk kalender | 1494 MCDXCIV            |
| Ab urbe condita      | 2247                    |
| Armensk kalender     | 943 ԹՎ ՋԽԳ              |
| Kinesiske kalender   | 4190 – 4191 癸丑 – 甲寅 |
| Etiopisk kalender    | 1486 – 1487             |
| Jødisk kalender      | 5254 – 5255             |
| Hindukalendere       |                         |
| - Vikram Samvat      | 1549 – 1550             |
| - Shaka Samvat       | 1416 – 1417             |
| - Kali Yuga          | 4595 – 4596             |
| Iransk kalender      | 872 – 873               |
| Islamisk kalender    | 899 – 900               |

Konge i Danmark: Hans 1481-1513
Se også 1494 (tal)

## Begivenheder
- Kong Karl 8. af Frankrig invaderer Italien,og gør krav på kongeriget Napoli
- 7. juli – Kastilien og Portugal underskriver Traktaten i Tordesillas
- 9. november - Medicierne mister magten i Firenze
- Ivan 3. af Moskva fordriver hansekøbmændene fra Novgorod.[1]

## Født
- Hans Tausen, dansk reformator (død 1561).
- 6. november – Suleiman den Prægtige, osmannisk sultan fra 1520-1566